# Allium austrokyushuense
Allium austrokyushuense är en amaryllisväxtart som beskrevs av Mitsuru Hotta. Allium austrokyushuense ingår i släktet lökar, och familjen amaryllisväxter. Inga underarter finns listade i Catalogue of Life.